# Park Won-been
Park Won-been (koreanisch 박원빈; * 2. Mai 2001) ist ein südkoreanischer Leichtathlet, der sich auf den Hindernislauf spezialisiert hat.

## Sportliche Laufbahn
Erste internationale Erfahrungen sammelte Park Won-been im Jahr 2023, als er bei den World University Games in Chengdu in 9:09,68 min den elften Platz über 3000 m Hindernis belegte. Anschließend gelangte er bei den Asienspielen in Hangzhou mit 9:07,21 min auf den zehnten Platz. 2025 belegte er bei den Asienmeisterschaften in Gumi in 8:46,91 min den sechsten Platz.
2021 wurde Park südkoreanischer Meister im 3000-Meter-Hindernislauf.

## Persönliche Bestleistungen
- 1500 Meter: 3:47,00 min, 13. Juli 2024 in Shibetsu
- 3000 m Hindernis: 8:46,47 min, 15. Oktober 2024 in Gimhae